# Sicherungsübereignung von Kraftfahrzeugen
Die Sicherungsübereignung von Kraftfahrzeugen ist im Kreditwesen eine Sicherungsübereignung, die bei der Finanzierung von Kraftfahrzeugen als Kreditsicherheit dient. Sie ist neben dem Leasing eine der beiden Arten der Fahrzeugfinanzierung.

## Allgemeines
Kraftfahrzeuge gehören zu den teuersten Konsumgütern und bedürfen deshalb beim Kauf oft einer Finanzierung. Als am 22. Februar 1926 die Ford Credit Company AG (heute Ford Bank) als erste Autobank begann, setzte sie sich zum Ziel, breiten Bevölkerungsschichten die Anschaffung eines Automobils zu ermöglichen. Kraftfahrzeuge waren damals für die meisten Konsumenten noch unerschwinglich, und klassische Kreditinstitute waren zur Finanzierung zunächst nicht bereit. Durch die Gründung der herstellergebundenen Autobanken kam es erstmals zur Trennung zwischen Warenproduktion und Absatzfinanzierung.
Mit der zunehmenden Verbreitung des Automobils durch gestiegene Einkommen weiterer Bevölkerungsschichten intensivierte sich nach 1950 im Rahmen des Wirtschaftswunders auch der Finanzierungsbedarf. Die Privathaushalte begannen, die Fremdfinanzierung auch bei Kreditinstituten außerhalb der Autobanken zu beschaffen. Als Kreditsicherheit diente die Sicherungsübereignung der finanzierten Kraftfahrzeuge. Die Eigenheit dieser Sicherungsübereignung lag darin, dass bei Kraftfahrzeugen mit dem Fahrzeugbrief untrennbar eine Urkunde verbunden war, die im Zusammenhang mit der Sicherungsübereignung eine wesentliche Rolle spielen sollte. 

## Zulassungsbescheinigung TeilII
Hierbei sind spezifische Bestimmungen zu beachten, die im Zusammenhang mit der Zulassungsbescheinigung Teil II – dem früheren Fahrzeugbrief – stehen. Die Rechtsverhältnisse zum früheren Kfz-Brief waren in den §§ 24 ff. StVZO geregelt, die mit Einführung der Zulassungsbescheinigung im Januar 2005 aufgehoben wurden. Diese Bestimmungen regelten jedoch mehr die öffentlich-rechtlichen Verhältnisse und nicht die zivilrechtlichen Eigentumsfragen. Das gilt auch für die Verordnung über die Zulassung von Fahrzeugen zum Straßenverkehr (VZF), die unter anderem die Rechtsverhältnisse der Zulassungsbescheinigung regelt.
Deshalb bestehen weiterhin erhebliche Lücken im Hinblick auf die zivilrechtlichen Eigentumsverhältnisse am Kraftfahrzeug. Für die Schließung dieser Lücken und die zivilrechtliche Einordnung des früheren Kfz-Briefs hat daher die BGH-Rechtsprechung in einer Vielzahl von Urteilen sorgen müssen. Die nachfolgende Rechtsprechung des BGH zum früheren Kfz-Brief ist auf die Zulassungsbescheinigung Teil II weitgehend analog anwendbar, weil sich der Rechtscharakter dieser Urkunde nicht geändert hat. 

### Rechtscharakter der Urkunde
Die Kfz-Zulassungsbescheinigung ist eine fälschungsgesicherte amtliche Urkunde zur Klärung der Verfügungsberechtigung an einem Kfz und der Erfüllung der technischen Betriebsvoraussetzungen. Die Verfügungsberechtigung bezieht sich hier lediglich auf die öffentlich-rechtliche Verantwortung für ein Kfz. Die Kfz-Zulassungsbescheinigung ist weder Wert- noch Traditionspapier und auch keine Beweisurkunde, sondern nur ein „hinkendes Beweiszeichen“. Die Zulassungsbescheinigung ist ein bloßes Hilfspapier. Daher ist die Eintragung in der Kfz-Zulassungsbescheinigung kein Beweis für das Eigentum am Kfz. Der Besitz des Kfz mit Zulassungsbescheinigung gibt jedoch den Rechtsschein der Verfügungsgewalt über ein (gebrauchtes) Kfz. Die Eintragung in der Zulassungsbescheinigung bildet lediglich ein Indiz, das bei der Würdigung der gesamten Umstände zu berücksichtigen ist. Gegenüber dem Besitzer des Kraftfahrzeugs, zu dessen Gunsten die Vermutung des § 1006 BGB durchgreift, hat daher auch die Person, die die Kfz-Zulassungsbescheinigung besitzt und dort als Halter eingetragen ist, den Nachweis ihres Eigentums zu führen.

### Grundlagen
Bereits im Juni 1953 hatte der Bundesgerichtshof (BGH) entschieden, dass der Kfz-Brief den Eigentümer oder sonst dinglich am Kraftfahrzeug Berechtigten schützen soll. Zudem ist nach der Verkehrsauffassung zu vermuten, dass demjenigen, der nicht im Besitz der Zulassungsbescheinigung ist, das Fahrzeug nicht gehört. Die Zulassungsbescheinigung gibt zwar keinen Aufschluss über die Eigentumsverhältnisse am Kfz, weil nicht der Eigentümer, sondern der Halter des Kraftwagens eingetragen ist. Jedoch pflegen Vorbehaltseigentümer oder Sicherungsnehmer die Zulassungsbescheinigung zurückzubehalten oder sich übergeben zu lassen, so dass der Besitz der Zulassungsbescheinigung zwar keine rechtliche Bestätigung des Eigentums am Kfz bedeutet, aber tatsächlich dafür spricht, dass der Besitzer der Zulassungsbescheinigung auch Eigentümer des Kraftwagens ist. Zu den Mindesterfordernissen des gutgläubigen Erwerbs eines Kraftfahrzeugs gehört es regelmäßig, dass sich der Käufer die Zulassungsbescheinigung vorlegen lässt, um die Berechtigung des Veräußerers prüfen zu können.

### Eigentum an der Zulassungsbescheinigung
Das Eigentum an der Zulassungsbescheinigung steht nach § 952 Abs. 2 BGB dem Kfz-Eigentümer zu, Kfz und Zulassungsbescheinigung sind untrennbar verbunden. Ein gutgläubiger Erwerb des Kfz ohne Kfz-Zulassungsbescheinigung ist deshalb nicht möglich (§ 932 Abs. 2 BGB). Vielmehr gehört es regelmäßig zu den Mindesterfordernissen des gutgläubigen Erwerbs eines Kfz, dass sich der Käufer die Zulassungsbescheinigung vorlegen lässt, um die Berechtigung des Verkäufers prüfen zu können. Daher muss der Umstand, dass der Verkäufer die Zulassungsbescheinigung nicht vorlegen kann, beim Käufer Argwohn erwecken und Anlass zu weiteren Nachforschungen geben.

### Eigentum am Kraftfahrzeug
Die Verfügungsberechtigung über ein Fahrzeug ist nicht notwendig mit Eigentum verbunden, denn den Antrag auf Zulassung kann jeder Halter stellen, ohne dass er rechtlicher Eigentümer sein muss. Verfügungsberechtigung bezieht sich hier lediglich auf die öffentlich-rechtliche Verantwortung für ein Kfz. In C.4c der Zulassungsbescheinigung wird ausdrücklich darauf hingewiesen: „Der Inhaber der Zulassungsbescheinigung wird nicht als Eigentümer des Fahrzeuges ausgewiesen“. Der rechtliche Eigentümer hat
lediglich einen Anspruch auf Aushändigung der Zulassungsbescheinigung und auf Eintragung seines Namens hierin. Eigentümer eines Kraftfahrzeuges ist vielmehr regelmäßig derjenige, dem das Fahrzeug übereignet wurde. 
Zivilrechtlich wird deshalb nur derjenige Eigentümer eines Kraftfahrzeuges, der sich mit dem früheren Eigentümer über die Übertragung des Eigentums geeinigt hat und dem zusätzlich das Kraftfahrzeug übergeben wurde. Die Zulassungsbescheinigung hat in diesem Zusammenhang keine unmittelbare Funktion im Veräußerungsvorgang; eine Übergabe der Zulassungsbescheinigung ersetzt deshalb nicht die tatsächliche Übergabe des Fahrzeuges. Umgekehrt ist auch eine Eigentumsübertragung am Kraftfahrzeug ohne eine Übergabe der Zulassungsbescheinigung möglich, denn sie ist kein Traditionspapier. Dies allerdings ermöglicht nach der zitierten BGH-Rechtsprechung und der Gesetzeslage keinen gutgläubigen Eigentumserwerb am Fahrzeug.
Nach der ständigen Rechtsprechung, die der BGH in einer Reihe von Entscheidungen entwickelt hat, begründet beim Kauf gebrauchter Kraftfahrzeuge der Besitz der Zulassungsbescheinigung jedoch allein nicht den für den gutgläubigen Erwerb nach § 932 BGB bzw. § 366 HGB erforderlichen Rechtsschein. Unterlässt der Käufer schon die Prüfung der Zulassungsbescheinigung, so ist nach gefestigter Meinung in Rechtsprechung und Literatur der Vorwurf der grob fahrlässigen Unkenntnis begründet. Nach ständiger Rechtsprechung besteht beim Gebrauchtwagenkauf immer dann Anlass zu weitergehenden Nachforschungen („Verdachtssituation“), wenn Veräußerer und in den Papieren verzeichneter Eigentümer nicht identisch sind.

## Zulassungsbescheinigung und Sicherungsübereignung
Ein wesentlicher Teil der BGH-Rechtsprechung befasst sich mit Rechtsfragen zur Sicherungsübereignung von Fahrzeugen und dem Schicksal der Zulassungsbescheinigung II. Der Sicherungsgeber bestätigt im Sicherungsvertrag, dass er als Eigentümer über das zu übereignende Kraftfahrzeug verfügungsbefugt ist und wird zudem im Sicherungsvertrag verpflichtet, dem Kreditinstitut die Zulassungsbescheinigung II im Original zu übergeben. Eine finanzierende Bank handelt nämlich grob fahrlässig, wenn sie sich nicht die Zulassungsbescheinigung bei einer Sicherungsübereignung des Kfz aushändigen lässt. Zudem ist die finanzierende Bank bösgläubig, wenn sie sich nicht aufgrund der Eintragung in der Zulassungsbescheinigung davon überzeugt, dass der Sicherungsgeber verfügungsbefugt ist. Wie bei jeder Sicherungsübereignung hat das sicherungsnehmende Kreditinstitut anhand geeigneter Dokumente die Eigentumsverhältnisse zu klären, um überhaupt Eigentümerin des Sicherungsgutes werden zu können; regelmäßig ist der Kaufvertrag vorzulegen. Der gute Glaube einer Bank ist regelmäßig ausgeschlossen, wenn in der Zulassungsbescheinigung eine andere Person als der Sicherungsgeber vermerkt ist oder die Zulassungsbescheinigung keine Haltereintragung ausweist. Bei importierten Fahrzeugen werden den Banken im Rahmen der Sicherungsübereignung besondere Prüfungspflichten auferlegt. Diese gefestigte Rechtsprechung wird von der Erwägung getragen, dass bei gebrauchten Kraftfahrzeugen jeder Teilnehmer am Rechtsverkehr, auch wenn er keine genaue Kenntnis von den rechtlichen Voraussetzungen und Folgen einer Sicherungsübereignung hat, wissen muss, dass Kraftfahrzeuge oftmals als Sicherheit für einen bei ihrer Anschaffung gewährten Kredit dienen.

## Wertermittlung bei der Sicherungsübereignung
Bei der Neuwagenfinanzierung dient der im Kaufvertrag enthaltene Kaufpreis bei der Sicherheitenbewertung als Grundlage für die Ermittlung des Beleihungswerts. Dieser und die Festlegung der Beleihungsgrenze werden in den einzelnen Gruppen der Kreditinstitute (Sparkassen, Raiffeisenbanken, Private Banken) unterschiedlich behandelt, so dass allgemein gültige Aussagen nicht gemacht werden können. Es kann davon ausgegangen werden, dass die Beleihungsgrenzen bei der Beleihung von gängigen Kraftfahrzeugen maximal 50 % des Kaufpreises nicht überschreiten. Bei Gebrauchtwagen wird als Wertmaßstab die Schwacke-Liste (oder Eurotax) herangezogen, deren ausgewiesene Zeitwerte ebenfalls mit maximal 50 % beliehen werden können. Dabei passt sich die Kreditlaufzeit an die gewerbliche Abschreibungsdauer der Fahrzeuge an, überschreitet also allgemein nicht die Dauer von fünf Jahren.

## Beleihung
Für die Beleihung kommen als Beleihungsobjekte alle Arten von Kraftfahrzeugen in Frage, insbesondere Personenkraftwagen, Lastkraftwagen, auch Spezialfahrzeuge wie landwirtschaftliche Fahrzeuge im Rahmen des Agrarkredits (Traktoren, Mähdrescher). Auch ganze Fahrzeugparks können als Sachgesamtheit übereignet werden (Objektfinanzierung). Hierbei ist im Sicherungsvertrag eine einwandfreie Raumsicherungsübereignung oder Markierungs-Sicherungsübereignung zwecks Erfüllung des Bestimmtheitsgrundsatzes erforderlich. Zu den aufgrund des Kreditantrags einzureichenden Beleihungsunterlagen gehören insbesondere die Zulassungsbescheinigung, der Kaufvertrag und der Nachweis einer Teilkaskoversicherung. Daneben sind die allgemeinen Kreditunterlagen erforderlich. Im Hinblick auf den Verwendungszweck handelt es sich bei der Autofinanzierung für Privathaushalte um Konsumkredite, bei betrieblichen Zwecken um Investitionskredite. 

## Bankenaufsichtsrechtliche Anerkennung
Den meisten Rechtsordnungen ist die Sicherungsübereignung – und damit auch die Sicherungsübereignung von Kraftfahrzeugen – unbekannt, sie ist ein Rechtsinstitut, das im deutschen Sachenrecht zwar nicht ausdrücklich vorgesehen, jedoch aus bestehenden Vorschriften abzuleiten und damit zulässig ist. Sie ist durch ständige Rechtsprechung des Bundesgerichtshofs anerkannt. Außerdem ist sie im englischen Rechtsraum des Common Law bekannt und heißt dort englisch security transfer of title to movable goods. 

### Allgemeines
Kreditsicherheiten gelten seit Januar 2014 bankenaufsichtsrechtlich als Kreditrisikominderungstechniken. Werden Kreditsicherheiten durch die in allen EU-Mitgliedstaaten geltende Kapitaladäquanzverordnung (englische Abkürzung CRR) als Kreditrisikominderungstechniken anerkannt, führen sie bei Kreditinstituten verglichen mit Blankokrediten zu einer geringeren Unterlegung durch Eigenkapital. Das hat zur Folge, dass besicherte Kredite bis zur Beleihungsgrenze mit einem günstigeren Kreditzins gewährt werden können.
Die Kapitaladäquanzverordnung erwähnt zwar einige Arten von Kreditsicherheiten (Garantie, Abtretung, Verpfändung, Grundpfandrechte), nicht jedoch die Sicherungsübereignung. Daraus kann jedoch nicht geschlossen werden, dass generell Sicherungsübereignungen nicht als Kreditrisikominderungstechnik in Frage kommen. Die in der Kapitaladäquanzverordnung häufig bei Kreditsicherheiten verwendete Forderung nach Rechtswirksamkeit (Art. 194 Abs. 1, Art. 210 a CRR) erfasst auch die Sicherungsübereignung, die nach deutschem Recht wirksam vereinbart werden kann. Sie gehört wie die ihr wirtschaftlich nahekommende Verpfändung zu den Kreditrisikominderungstechniken „mit Sicherheitsleistung“ (Realsicherheiten; Art. 4 Abs. 1 Nr. 58 CRR). Art. 194 Abs. 1 CRR stellt Grundsätze für die aufsichtsrechtliche Anerkennung von Kreditrisikominderungstechniken auf, wonach Kreditsicherheiten insbesondere in allen Rechtsordnungen rechtswirksam (englisch valid) und durchsetzbar (englisch enforceable) sein müssen, ausreichend liquide, im Zeitablauf wertstabil und bei einem Kreditereignis zeitnah verwertbar sein müssen. Die positive Korrelation zwischen den Sicherheiten und der Kreditnehmerbonität darf nicht sehr hoch sein (Art. 194 Abs. 4 CRR). Ein Rechtsrisiko ist im Zweifel durch Rechtsgutachten auszuschließen.

### Sicherungsübereignungen
Die Sicherungsübereignung von Kraftfahrzeugen gehört in die Kategorie der Sachsicherheiten. Hierfür werden besonders strenge Anforderungen an die Kreditunterlagen und Sicherheitenbewertung gestellt. Deshalb darf die Sicherungsübereignung von Kraftfahrzeugen nur in den IRBA-Ansätzen kreditrisikomindernd berücksichtigt werden, beim Standardansatz ist sie hingegen nicht erlaubt. Im IRBA-Ansatz sind nach den Art. 199 CRR und 210 CRR folgende Voraussetzungen zu erfüllen:
- Für eine rasche Verwertung der Sachsicherheiten bestehen liquide Märkte mit öffentlich verfügbaren Marktpreisen.
- Der Sicherungsvertrag muss eine genaue Beschreibung der Sachsicherheit, den Anspruch auf Kreditunterlagen zwecks Sicherheitenbewertung enthalten und eine zeitnahe Verwertung ermöglichen. Außerdem muss sich der Sicherungsgeber das Recht der Besichtigung der Sicherheit einräumen lassen.
- es ist eine mindestens jährliche Wertüberwachung erforderlich; sind die Märkte starken Preisschwankungen ausgesetzt, ist die Überwachungsfrequenz zu erhöhen;
- Sachsicherheiten müssen Vorrang vor anderen Gläubigeransprüchen besitzen und
- die Sachsicherheiten sind durch eine angemessene Schadenversicherung gedeckt.

Gemäß Art 199 Abs. 8 CRR hat die Europäische Bankenaufsichtsbehörde (EBA) ein Verzeichnis der Arten von Sachsicherheiten zu veröffentlichen, bei denen Institute, die den IRB-Ansatz anwenden, voraussetzen können, dass die Bedingungen erfüllt sind. Diese Bedingungen umfassen die Existenz von liquiden Märkten für eine rasche und wirtschaftliche Verwertung der Sicherheit (Art. 199 Abs. 6 lit a CRR) und die Existenz von allgemein anerkannten, öffentlich verfügbaren Marktpreisen (Art. 199 Abs. 6 lit b CRR). Derzeit gibt es laut EBA keine Sachsicherheiten, für die die Erfüllung dieser Bedingungen automatisch angenommen werden kann; anstatt dessen müssen Kreditinstitute individuell die in den CRR aufgeführten Bedingungen erfüllen.
Erfüllen die Sicherungsübereignungen von Kraftfahrzeugen nicht diese bankenaufsichtsrechtlichen Voraussetzungen, sind sie als Blankokredite einzustufen.

## Bilanzierung
Nach deutschem Handelsrecht (§ 242 Abs. 1 und § 246 Abs. 1 HGB) sind sämtliche Vermögensgegenstände zu bilanzieren, wobei der Herausgabeanspruch eines rechtlichen Eigentümers wirtschaftlich bedeutungslos ist und gegenüber der wirtschaftlichen Nutzbarkeit der Sache zurücktreten muss (wirtschaftliche Betrachtungsweise). Danach wird das sicherungsübereignete Kraftfahrzeug nicht beim Kreditinstitut bilanziert, sondern beim Kreditnehmer, weil er handelsrechtlich als wirtschaftlicher Eigentümer angesehen wird. Die wirtschaftliche Sichtweise hat bei der Bilanzierung Priorität vor Formfragen. Die Bank bilanziert die durch das Sicherungsgut abgesicherte Forderung. Die IFRS/IAS priorisieren ebenfalls die wirtschaftliche Betrachtungsweise in ihrem zentralen Bilanzierungsgrundsatz, wonach bei der Beurteilung eines Sachverhalts primär nicht auf seine rechtliche Gestaltung, sondern auf die wirtschaftlichen Auswirkungen abzustellen ist (englisch substance over form, IAS 17).
Auch im Steuerrecht wird das sicherungsübereignete Wirtschaftsgut nach § 39 Abs. 2 Ziff. 1 AO nicht dem Kreditinstitut als rechtlichem Eigentümer, sondern dem Nutzer zugerechnet, da er im Gegensatz zum Eigentümer die tatsächliche Herrschaft über das Wirtschaftsgut in der Weise ausübt, dass er den Eigentümer (Kreditinstitut) im Regelfall für die gewöhnliche Nutzungsdauer von der Einwirkung auf das Wirtschaftsgut wirtschaftlich ausschließen kann (wirtschaftlicher Eigentümer). In der Praxis ist es gerade Ziel der Sicherungsübereignung, dass der Pfandgeber und Nutzer die Sache weiterhin für seinen Betrieb verwenden und damit Gewinn erzielen kann, um den Kredit zurückzuzahlen. Das Steuerrecht berücksichtigt damit das tatsächliche wirtschaftliche Eigentum und räumt diesem gegenüber der abstrakten, rein rechtlichen Eigentumslage den Vorrang ein.
Im Falle der Insolvenz des Sicherungsgebers hat der Sicherungsnehmer ein Absonderungsrecht nach § 51 Nr. 1 InsO.

## International
In Frankreich ist aufgrund des Gesetzes vom 29. Dezember 1934 (französisch loi relatif à la vente de crédit des véhicules automobiles) – ersetzt durch das Dekret (französisch décret-loi) vom 30. September 1953 – ein Registerpfandrecht an Kraftfahrzeugen möglich, das bei der zuständigen Präfektur einzutragen ist. Diese Publizität ersetzt die fehlende Besitzübergabe, was das dominierende System der französischen Besitzpfandrechte (französisch mort gages) nicht untergräbt. Das französische Recht hat beim Kreditkauf von Kraftfahrzeugen das Registerpfandrecht eingeführt, weil es – anders als das deutsche Recht – weder einen im Konkurs des Käufers vollwirksamen Eigentumsvorbehalt noch eine Sicherungsübereignung mittels Besitzkonstituts kennt. Ein in dieser Form als Kreditsicherheit dienender französischer Lastkraftwagen kam nach Deutschland und wurde hier für andere Schulden seiner französischen Eigentümerin gepfändet, wodurch das französische Pfandrecht erloschen wäre. Der BGH entschied, dass das in Frankreich rechtswirksam begründete Pfandrecht wirksam geblieben ist, als das Fahrzeug nach Deutschland verbracht wurde.
In Italien ist die Autohypothek möglich (italienisch ipoteca automobilistica), die durch Eintragung in ein öffentliches Register (italienisch pubblico registro automobilistico) wirksam wird. Nach Art. 2810 Abs. 4 Codice civile kann sie an Kraftfahrzeugen, Schiffen und Luftfahrzeugen bestellt werden. Die Autohypothek wurde in Deutschland im März 1991 durch ein Urteil des BGH bekannt, als dieser über den widerrechtlichen Verkauf eines mit Autohypothek in Italien belasteten Ferrari in Deutschland zu urteilen hatte. Im Urteil gab der BGH dem Herausgabeanspruch der italienischen Gläubiger statt. Das lag auch daran, dass die Kfz-Papiere – aus denen sich die Autohypothek ergeben hätte – nicht übergeben wurden, so dass ein gutgläubiger Erwerb scheitern musste.
Es kann sich als störend erweisen, wenn in Deutschland sicherungsübereignete Gegenstände (insbesondere Fahrzeuge) im Ausland gepfändet werden, denn die Sicherheit geht für den deutschen Sicherungsnehmer meist unter (Art. 43 Abs. 1 EGBGB). Danach sind die Sicherungsrechte aufgrund der Transpositionslehre in einen vergleichbaren inländischen Sachenrechtstyp überzuleiten. Da in den meisten Staaten diese Sicherungsübereignung unbekannt ist, muss mit ihrer Rechtsunwirksamkeit im Ausland gerechnet werden.

## Wirtschaftliche Bedeutung
Die Sicherungsübereignung von Kraftfahrzeugen ist wirtschaftlich in Deutschland die wichtigste Form der Sicherungsübereignung und bildet heute das Kerngeschäft der Autobanken. Im Jahre 2011 betrug der Umsatz der Automobilindustrie etwa 351 Mrd. Euro, etwa 11 % mehr als im Vorjahr. Auf die Autobanken entfiel dabei ein Finanzierungsanteil (einschließlich Leasing) von 89,4 Mrd. Euro, was einem Anteil von 25 % des Umsatzes entspricht. Die herstellerverbundenen Autobanken wiesen dabei einen Marktanteil von 67 % an Autofinanzierungen auf, was sie zum Marktführer macht. Der Anteil der finanzierten Neufahrzeuge lag bei rund 42 % aller Neuzulassungen. Der Wirtschaftswoche zufolge werden 79 % aller Neuwagen finanziert oder geleast, wenn man die übrigen Kreditinstitute hinzurechnet. Bei Hinzurechnung aller Fahrzeuge – neu oder gebraucht – ergibt sich ein Finanzierungsanteil von 56 % aller Kraftfahrzeuge in Deutschland. 